# Jean Graglia
Jean Graglia, né le 8 juin 1931 à Toulon (Var) et mort le 11 janvier 2017 à Évreux, est un directeur de la photographie français.

## Éléments de biographie
Études primaires, école d’apprentissage de la Marine, Brevet technique, pour enfin devenir ouvrier à l’Arsenal de Toulon, Jean Graglia avait un avenir tout tracé. Cependant, très tôt, le jeune homme se passionne pour la photographie et le cinéma. Il décide alors de prendre des cours de photographie par correspondance, et de passer la plupart de son temps libre dans les salles obscures. 
Dans son travail à l’Arsenal de Toulon comme charpentier de marine, ses amis remarquent sa passion pour les images. Ils le font affecter à l’atelier des hydravions au service photo-cinéma. Un an avant son service militaire, Jean Graglia devient responsable du service.
En 1951 il effectue son service militaire dans la Marine Nationale. Dès ses classes réglementaires accomplies, il est affecté à la Base d'aéronautique navale de Fréjus-Saint Raphaël au labo photo-cinéma du Service Commission Études Pratiques Aviation. Il pratique et exécute des prises de vues, photos et enregistrement cinéma. Il y reste jusqu’en 1954.
Puis vient la réussite du concours d’accès à la RTF comme « contractuel artistique caméraman » où il est engagé fin 1954. En raison de ses références militaires il accède au premier groupe de tournage pellicule (jusque-là tout était en direct, le télécinéma n’existait pas encore). Nommé Directeur de la Photographie RTF-ORTF-SFP, il y reste 33 ans. 
Il prend sa retraite anticipée en 1987, et part vivre en Normandie mais continue dans l’image vidéo. Membre du Lions Clubs International, il crée l’Association VideoLions pour la mémoire des activités du Lionisme.

## Filmographie

### Films
Jean Graglia a contribué à la plupart des films de Jacques Krier, dont :
- 1956-1960 A la Découverte des Français
- 1960 Entre deux feux
- 1961 Un matin à Glisolles
- 1962 Qu’en pensez-vous ? et Une histoire d’amour
- 1963 Le prof de philo,  Le match, Le Tour du monde en 40’ Israël, Le mariage à la campagne
- 1964  Le sauvage curé , L’auto rouge,  Le tour de monde  en 40’
- 1965 Le tour de monde en 40’
- 1966 Un mariage à la campagne
- 1967 Soirée Jean Daste,  Les nouveaux venus, Mort d’un honnête homme, Le ciel bleu coûte cher et Pitchi–Poï ou la parole donnée
- 1969 L’usine un jour...
- 1970 L’homme d’Orlu
- 1976 La grimpe
- 1983 Tu peux toujours faire tes bagages

### Téléfilms[2],[3]
- 1959 Le Testament du docteur Cordelier de Jean Renoir
- 1960 4 Vents: Paysan à Paris  et  Le prisonnier
- 1961 Le petit ramoneur de Jean Pignol  et  En attendant demain de Pineau
- 1962 La Maison,  Le grain de sable,  Le prince Porcher de M.Schimel  et  Monsieur Susuki agent secret de Guy Labourasse
- 1963 Les forêts en septembre de M.Chevillot, Le fils du patron de Paul Seban, Quand on est deux de J.G.Cornu
- 1964 Arlette de Jean Prat, Le tour du monde  en 40’ de Knapp
- 1965 Comme on fait son lit on se couche de Jean Prat, Le testament de Danièle Hunnebelle, Le réfugié,  Le vieux quartier
- 1966 Jeux de société de Guy Labourasse
- 1967  Léonore Fini de Jean-Émile Jeannesson,  Les Compagnons de Baal de Pierre Prévert
- 1967-1968 Jacquou le croquant de Lorenzi
- 1969 Que ferait donc Faber ? de Dolorès Grassian,  Bout au vent de Jean-Marie Marcel
- 1969 L’envolée belle de Jean Prat
- 1970 : Rendez-vous à Badenberg,  de Jean-Michel Meurice :
- 1970 Paris ébréché,  Le puits de Robert Maurice, Rendez-vous à Badenberg de J.M.Meurice
- 1971 Georges de La Tour,  François Gaillard ou la vie des autres Jacques Ertaud, Rue de Buci,  L’heure éblouissante, Lettres d’un Bout du Monde Italie de J.E.Jeannesson
- 1972 Les deux maîtresses, L’inconnu, Lettres d’un Bout du Monde URSS de J.E.Jeannesson
- 1973 Jour de Rêve, Le monde merveilleux de Paul Gibson, Lettres d’un Bout du Monde Suède de J.E.Jeannesson
- 1974 Le renard dans l’ile de Leila Senati
- 1975 Les lavandes et le réséda  de Jean Prat,   Une place forte de Guy Jorré, Lettres d’un Bout du Monde L’Inde de J.E.Jeannesson
- 1976 Gustalin de Guy Jorré,  Cent mille soleils,  « Commissaire Moulin » - La main coupée de Kerchbron, Maigret Lognon et les gangsters de Kerchbron
- 1977 Pierrette de Guy Jorré,  Le roi Muguet de Guy Jorré,  Les vacances de Désiré Lafarge
- 1978 Les palmiers du métropolitain  de Youri, Pourquoi Patricia de Guy Jorré,  L’œil du sorcier, Le séquestre de Guy Jorré, Nous entrerons dans la carrière « Les Cinq Dernières Minutes »"" de Claude Loursais, Lettres d’un Bout du Monde L’Italie de J.E.Jeannesson
- 1979 La petite valise,  L’ensorcelée de Jean Prat, Lettres d’un Bout du Monde Le Brésilde J.E.Jeannesson
- 1980 Ce monde est merveilleux, La dernière haie « Julien Fontanes, magistrat »  de Dupont-Midy, Le bouffon  de Guy Jorré, L’âge d’aimer
- 1981 Le fou du viaduc de Guy Jorré, Paris-Saint-Lazare de Marco Pico
- 1982 Le sage de Sauvenat de Jean Pignol,  Maigret et les braves gens de J.J Goron, Tante Blandine de Guy Jorré,  La narration de Guy Jorré, Clémentine de Roger Kahane
- 1983 Dernier banco de Claude de Givray,   Le nez à la fenêtre de J.C Charney, Manipulations de Marco Pico, L’âge Vermeil de Roger Kahane,  S.O.S Charlots
- 1984 Irène et Fred de Kahane, Madame et ses flics, Lames de fond de Youri
- 1985 La peau du rôle « Les Cinq Dernières Minutes » de Guy Jorré, Les fortifs de Marco Pico, Merci Apolline de  M.Wyn
- 1986 Retour de bâton de Guy Lefranc

## Sources
- Interview personnelle de Jean Graglia